# Distretto di Hang Chat
Il distretto di Hang Chat (in thailandese: ห้างฉัตร) è un distretto (amphoe) della Thailandia, situato nella provincia di Lampang.